# 팀버울프 (웹 브라우저)
팀버울프(Timberwolf)는 파이어폭스 웹 브라우저의 아미가OS 4 플랫폼 포팅 버전이다.
같은 의도를 가진 아미질라(AmiZilla)와 동시에 2009년 초에 시작되었다. 아미질라의 프로젝트가 너무 야심찬 프로젝트여서 2009년 11월 19일 별다른 성과 없이 중단되었다.
최초 판은 2010년 6월 출시되었다. 2012년 6월 23일, 이 프로젝트는 완료를 선언하여 금액(€6732.72)이 Friedens로 송금되었다.